# Dialogo dei ricchi e dei poveri
Il Dialogo dei ricchi e dei poveri fu scritto nell'autunno del 1343, ed è l'opera più importante di Alessio Macrembolite, scrittore bizantino: rappresenta un classico del pensiero politico del medioevo.

## Descrizione
Il dialogo dei ricchi e dei poveri è un'opera in cui l'autore riflette sui problemi economici e sociali presenti nel declinante impero bizantino del XIV secolo; probabilmente egli si fermò a ragionare su questi temi a causa dell'assassinio del suo padrone Teodoro Patrikiotes. In quest'opera ci sono molti riferimenti ad Aristotele, Platone e alla Bibbia. Nel dialogo si nota come Alessio si scagli contro gli zeloti, che avevano come capo Alessio Apocauco - ed erano nemici dell'imperatore Giovanni VI Cantacuzeno (1347-1354) - che dal 1342 al 1350 si erano ribellati a Tessalonica e nel 1345 sterminarono i nobili della città.
Nel dialogo si confrontano i ricchi e i poveri, entrambi discutendo la crisi sociale e politica dell'impero. I ricchi rappresentano l'aristocrazia bizantina, sostenitrice di Giovanni VI, mentre i poveri rappresentano il popolo che si agita sotto la pressione degli zeloti. L'autore propone delle soluzioni utopiche per risolvere la paralisi che si era venuta a creare nell'ultima fase dell'impero bizantino. Durante il dialogo i poveri si lamentano delle loro misere condizioni e propongono diverse risoluzioni utopiche ai ricchi, per poter essere aiutati; il cavallo di battaglia dei poveri è chiedere ai ricchi: «come faranno a presentarsi davanti a Cristo senza aver aiutato loro?». I ricchi prendono sempre per pazzi e insolenti i poveri, ribattendo alle loro richieste così: «ma non vedete che noi siamo in pochi e il nostro impero è poco meno di una provincia?». L'autore fa intendere di percepire come imminente la fine dell'impero bizantino, avvertita correttamente anche dalla maggior parte degli autori tardo-bizantini. L'autore, alla fine del dialogo, fa capire che hanno ragione i ricchi.